# Suillus granulatus
Suillus granulatus (L.) Roussel, in Sipp. & Snell, Fl. Calvados, Edn 2 1: 34 (1796).
Il Suillus granulatus, comunemente chiamato Pinarolo o Pinarello, è un fungo edule appartenente alla famiglia delle Suillaceae.

## Descrizione della specie
Cappello
4–12 cm di diametro, carnoso, convesso, poi aperto
cuticolatotalmente separabile, eccedente, vischiosa con l'umido, colore ruggine o bruno-giallastro
Pori
Piccoli e tondi, poi angolosi, gialli, secernono goccioline di lattice di colore giallino.
Tubuli
Lunghi fino a 10 mm, immutabili, adnati, gialli o giallastri.
Gambo
4-9 x 1-2,5 cm, cilindrico, sodo, quasi sempre regolare, lievemente allargato alla base, giallo-limone con sfumature vinose verso la base, finemente punteggiato da granulazioni bianco-giallastre verso la parte alta.
Carne
Tenera, giallo-limone, bianco-giallastra, immutabile al taglio.
Odorelievemente fenolico.
Saporegradevole, dolciastro.
Spore
7,8-9 x 2,8-3,5 µm, fusiformi, lisce, bruno-ocra in massa.

## Habitat
Cresce dall'inizio dell'estate all'autunno, nei boschi di pino.

## Commestibilità
Commestibilità buona, ma si consiglia di asportare la cuticola dal cappello prima dell'uso, in quanto spesso risulta "lassativa" (e non velenosa, come erroneamente riportato in alcuni testi).

## Etimologia
Dal latino granulatus, granulato, per la punteggiatura che presenta sul gambo.

## Sinonimi e binomi obsoleti

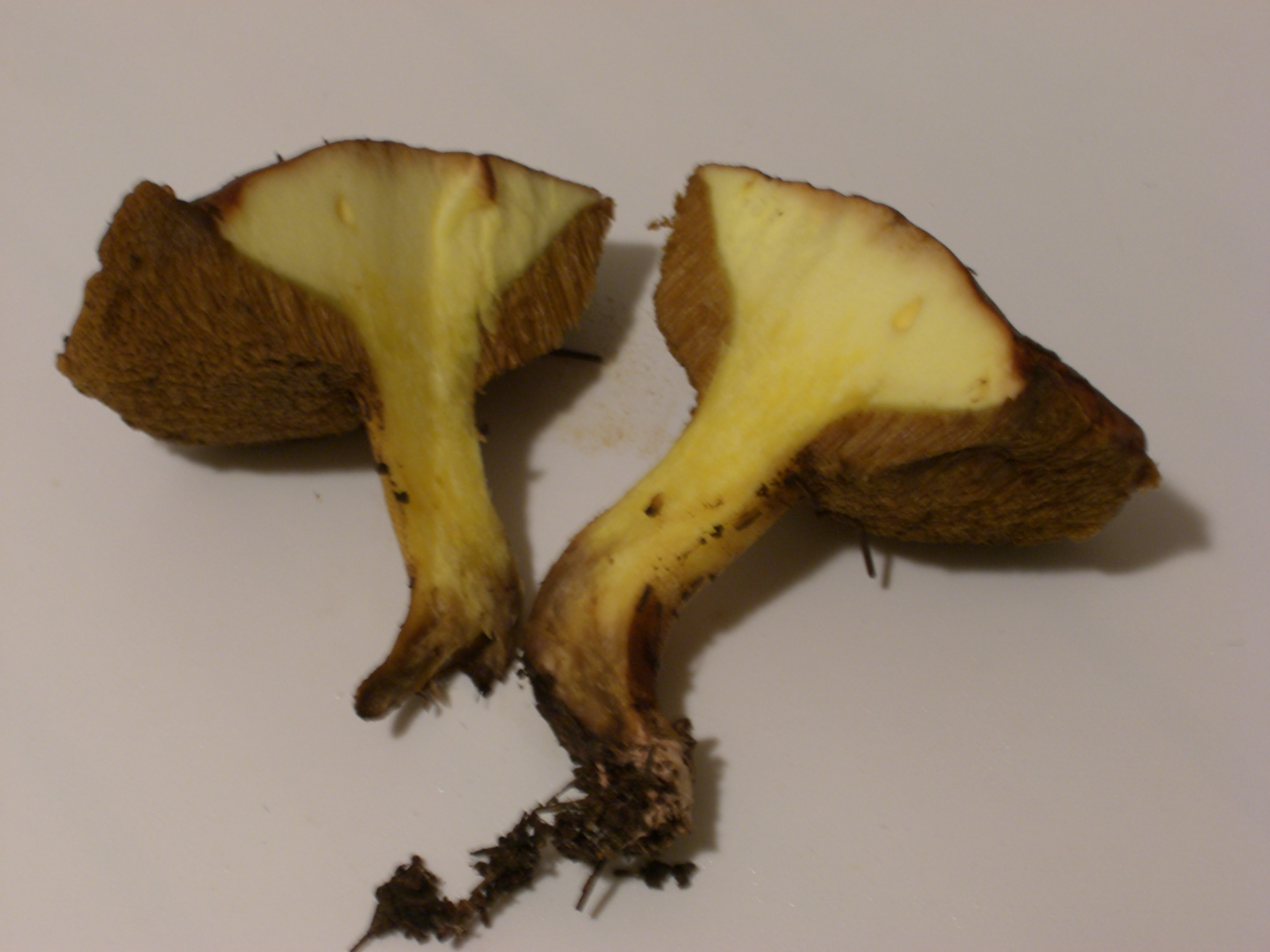
Esemplare in sezione

- Boletus granulatus L., Species Plantarum: 1177 (1753)
- Boletus granulatus var. lactifluus (Pers.) J. Blum, Bull. trimest. Soc. mycol. Fr. 81: 484 (1965)
- Boletus lactifluus (Pers.) J. Blum, Bull. trimest. Soc. mycol. Fr. 85: 43 (1969)
- Boletus lactifluus Sowerby, Coloured figures of English Fungi or Mushrooms (London) 3: tab. 420 (top) (1809)
- Boletus lactifluus With., Bot. arr. veg. Gr. Brit. 4: 320 (1796)
- Ixocomus granulatus (L.) Quél., Flore mycologique de la France et des pays limitrophes (Paris): 412 (1888)
- Leccinum lactifluum (With.) Gray, A Natural Arrangement of British Plants (London) 1: 647 (1821)
- Suillus lactifluus (With.) A.H. Sm. & Thiers, Michigan Bot. 7: 16 (1968)